# 5873 Archilochos
5873 Archilochos è un asteroide della fascia principale. Scoperto nel 1989, presenta un'orbita caratterizzata da un semiasse maggiore pari a 2,1991638 UA e da un'eccentricità di 0,1860193, inclinata di 4,78554° rispetto all'eclittica.
L'asteroide è stato dedicato ad Archiloco, poeta dell'antica grecia.